# Dušan Kállay
Pour les articles homonymes, voir Kállay.
Dušan Kállay (né le 19 juin 1948 à Bratislava) est un peintre, graveur et illustrateur slovaque de littérature d'enfance et de jeunesse.

## Biographie
Il suit des études à l'École d'arts appliqués de Bratislava. 
Il a obtenu le Grand Prix de la Biennale d'illustration de Bratislava (BIB) en 1983, Grand Prix international se déroulant dans son pays, mais dont il est le seul lauréat slovaque à l'avoir reçu, depuis la création de la Biennale en 1967, et depuis sa dernière édition en 2017.
Il a publié La Balade de décembre chez Casterman en 1986.
Il reçoit le Prix Hans Christian Andersen Illustration en 1988, autre prestigieux prix international.
Il est connu pour ses illustrations  d’Alice au pays des merveilles de Lewis Carroll (éditions Gründ, 1991). 
Il a illustré en collaboration avec Kamila Štanclová (Zvolen, 1945) les contes d'Andersen (3 tomes, Gründ, 2005-2006).